# Aaron Seltzer
Aaron Seltzer (født 12. januar 1974) er en amerikansk filminstruktør, manuskriptforfatter og producer, der er mest kendt for sine filmparodier sammen med Jason Friedberg. 
Seltzer er bedst kendt for sin ____ Movie filmserie, som inkluderede hans manuskriptarbejde på den første Scary Movie film lige så vel som at være instruktør på Epic Movie og Date Movie.
Seltzer arbejder ofte sammen med sin gode partner og ven, Jason Friedberg. De har sammen skrevet adskillige satiremanuskripter, der stadig ikke er blevet filmatiseret, som "Raunchy Movie" og "Remembering the Titans On Any Given Sunday Gives Me The Varsity Blues". De har også fuldført manuskriptudgaver af "Little Green Men" og "The Year Without Santa Claus" samt "H.R. Pufnstuf" og en gennemskriving af "Scary Movie 3: Episode I – Lord of the Brooms".

## Filmografi
| År   | Titel              | Arbejde                             |
| ---- | ------------------ | ----------------------------------- |
| 1996 | Spy Hard           | Manuskript                          |
| 2000 | Scary Movie        | Manuskript                          |
| 2006 | Date Movie         | Instruktion og manuskript           |
| 2007 | Epic Movie         | Instruktion og manuskript           |
| 2008 | Meet the Spartans  | Instruktion, manuskript og producer |
| 2008 | Disaster Movie     | Instruktion, manuskript og producer |
| 2010 | Vampires Suck      | Instruktion, manuskript og producer |
| 2013 | The Starving Games | Instruktion og manuskript           |